# Intorno a trentanni
Intorno a trentanni è il quarto album del cantautore italiano Mimmo Locasciulli, pubblicato dall'etichetta discografica RCA nel 1982.

## Descrizione
Testi e musiche degli 8 brani sono di Mimmo Locasciulli, prodotto da Francesco De Gregori.
Pubblicato su CD nel 1992.

## Tracce
LP (RCA, PL 31625)

### Lato A
1. Svegliami domattina – 5:19
2. Due ore – 4:13
3. Gli occhi – 4:03
4. Buoni propositi – 3:51

Durata totale: 17:26

### Lato B
1. Intorno a trentanni – 4:04
2. Cala la Luna – 3:12
3. Lo zingaro – 3:36
4. Natalina – 3:50

Durata totale: 14:42

## Formazione
- Mimmo Locasciulli – voce, tastiera, chitarra classica, sintetizzatore, chitarra acustica, pianoforte, Fender Rhodes, organo Hammond
- Marco Manusso – chitarra acustica, dobro, chitarra a 12 corde, chitarra elettrica
- Luciano Torani – sintetizzatore, celeste, tamburello, organo Hammond
- Tony Cicco – batteria, percussioni, tamburello basco, maracas
- Claudio Mattone – fisarmonica, sintetizzatore, armonica
- Mario Scotti – basso
- Massimo Buzzi – batteria, tamburello basco
- Gianni Oddi – sax alto